# Georges Simenon

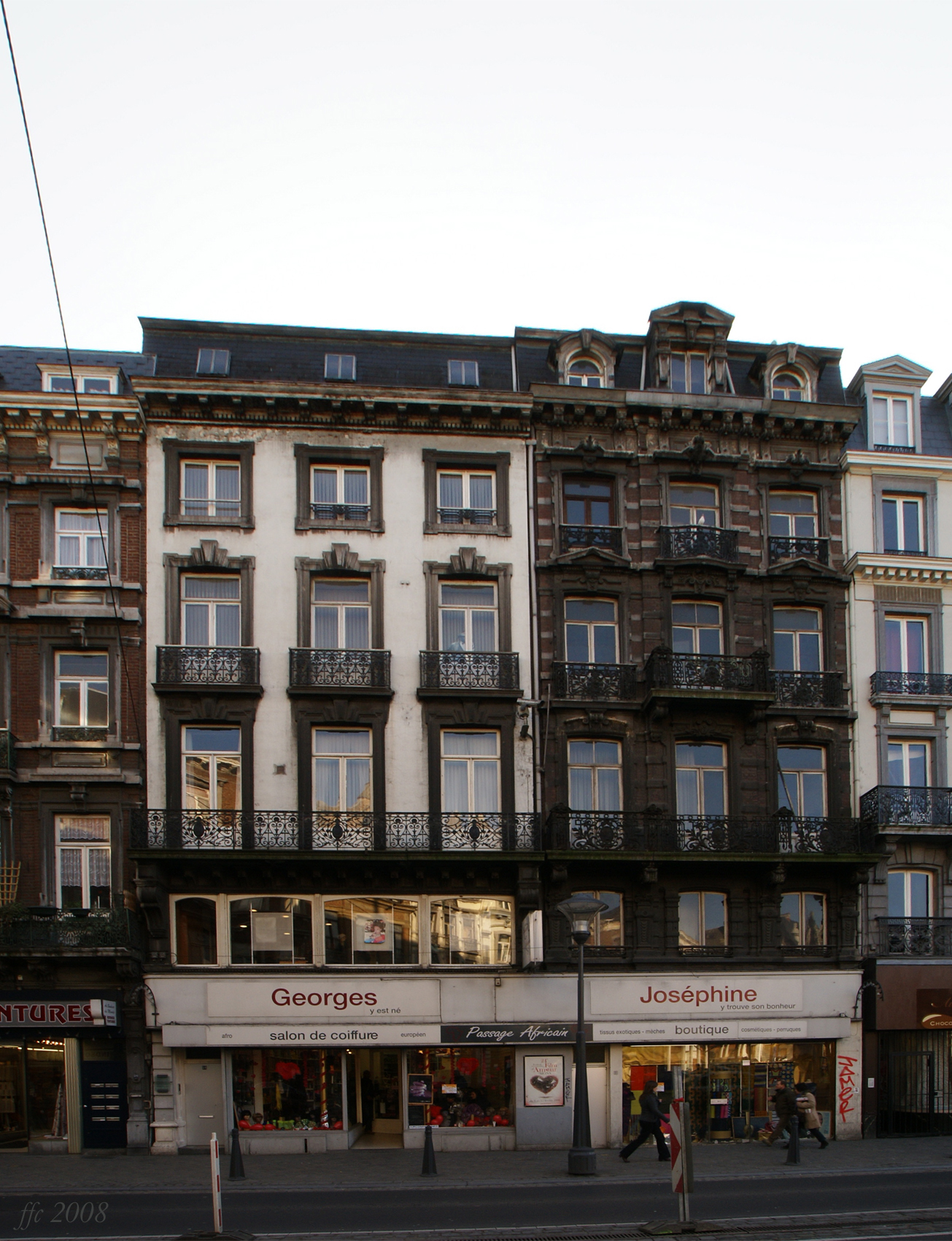
Miejsce narodzin pisarza – dom w Liège przy rue Léopold 26

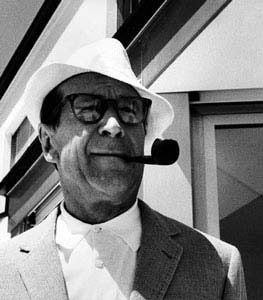
Georges Simenon (1963)

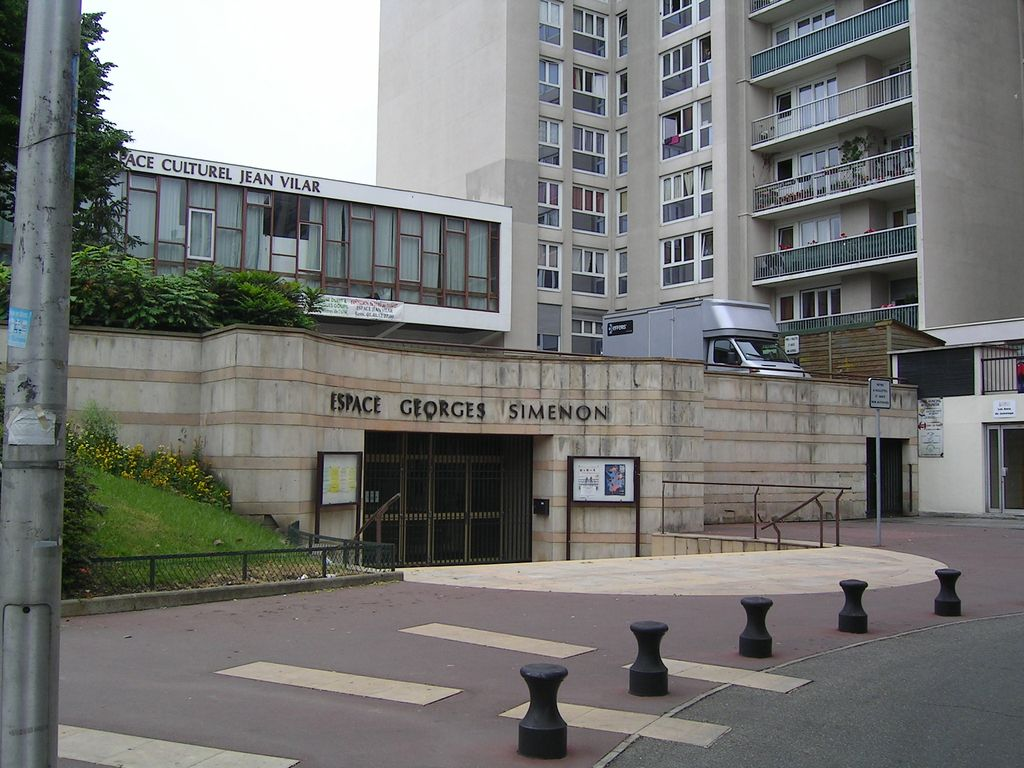
Podparyskie centrum kultury im. Georges'a Simenona

Georges Joseph Christian Simenon (ur. 13 lutego 1903 w Liège, zm. 4 września 1989 w Lozannie) – belgijski pisarz, twórca powieści kryminalnych, piszący w języku francuskim.
Był pisarzem niezwykle płodnym. Potrafił pisać 60–80 stron dziennie i w ciągu swego życia napisał ponad 450 powieści i opowiadań. Łączny nakład jego książek wyniósł 550 mln egzemplarzy. Największą popularność przyniósł mu znany na całym świecie cykl powieściowy o komisarzu Maigrecie (75 powieści i 28 opowiadań). Za doskonalsze pod względem literackim od tego cyklu uważane są powieści o tragicznych losach ludzkich – tzw. romans dur z tłem kryminalnym, do których m.in. należą: Czerwone światła, Śmierć Belli, Zegarmistrz z Everton, powstałe w okresie powojennym w amerykańskiej posiadłości Shadow Rock Farm.
Wiele z jego utworów zostało zekranizowanych, a w postać komisarza Maigret często wcielali się wybitni aktorzy francuscy, np. Jean Gabin czy Philippe Noiret.

## Życiorys
Oficjalnie urodził się 12 lutego w Liège przy ulicy Léopolda 26 (obecnie nr 24), w rodzinie Désiré i Henriette Simenonów, we francuskojęzycznym regionie walońskim. Jego ojciec zatrudniony w księgowości firmy ubezpieczeniowej, w kwietniu 1902 zawarł związek małżeński.  Pod koniec kwietnia 1904 rodzina Simenonów przeprowadziła się do domu przy ulicy Pasteura 3 w dzielnicy Outremeuse w Liège (historię swych narodzin Simenon wspomina we wstępie powieści Pedigree).
We wrześniu 1906 roku urodził się jego brat Christian, który stał się pupilkiem matki. Odtrącenie głęboko dotknęło Simenona, czemu dał wyraz w powieściach Pietr-le-Letton i Le Fond de la bouteille.
W lutym 1911 roku rodzina Simenonów zamieszkała w dużej kamienicy przy rue de la Loi 53, gdzie matka wynajmowała mieszkania lokatorom pochodzącym z Rosji, Polski, a także Żydom i Belgom.
W 1922 roku przeniósł się do Paryża. Po wojnie podróżował i przez 10 lat mieszkał w USA (1945-1955), gdzie powieści powstawały m.in. w nabytej posiadłości Shadow Rock Farm w Lakeville (Connecticut). Po powrocie do Europy zamieszkał na stałe w Szwajcarii: początkowo w zamku Échandens (1957-1963), a w latach 1964-1972 w swej willi w Épalinges. Simenon twierdził, że uprawiał seks z około 10 tys. kobiet.
Przewodniczył jury konkursu głównego na 13. Międzynarodowym Festiwalu Filmowego w Cannes (1960).

## Twórczość wybrana (w tłumaczeniach polskich)
- Cykl z komisarzem Maigret
  - Maigret i goście z Europy Wschodniej[c] (Pietr Le Letton 1929)
  - Maigret w portowej kafejce (Au Rendez-vous des Terre-Neuvas 1931)
  - Noc na rozdrożu (La Nuit de carrefour 1931)
  - Poganiacz z „Opatrzności” (Le Charretier de la Providence 1931)
  - Głowa skazańca (La Tête d’un homme 1931)
  - Chińskie cienie (L’Ombre chinoise 1932)
  - Sprawa Saint-Fiacre (L’Affaire Saint-Fiacre 1932)
  - Żółty pies (Le Chien jaune 1932)
  - Pierwsze śledztwo Maigreta (La Première enquête de Maigret, 1913 1948)
  - Znajoma pani Maigret (L’Amie de Mme Maigret 1949)
  - Maigret i starsza pani (Maigret et la vieille dame 1950)
  - Maigret w kabarecie (Maigret au „Picratt’s” 1950)
  - Fajka komisarza Maigret 2, Iskry 1980 (opowiadanie Licytacja przy świecach), (Vente à la bougie 1950)
  - Fajka komisarza Maigret 3, Iskry 1980 (opowiadanie Na ulicy), (L’Homme dans la rue 1950)
  - Maigret w pensjonacie (Maigret en meublé 1951)
  - Maigret i żona kasiarza (Maigret et la grande perche 1951)
  - Maigret i starsza pani, Czytelnik 1968 (Maigret et la vieille dame 1951)
  - Rewolwer Maigreta (Le Revolver de Maigret 1952)
  - Maigret i człowiek z ławki (Maigret et l’homme du banc 1953)
  - Niepokoje komisarza Maigreta (Maigret a peur 1953)
  - Pomyłka Maigreta (Maigret se trompe 1953)
  - Maigret i trup młodej kobiety (Maigret et la jeune morte 1954)
  - Maigret i trup w kanale (Maigret et le corps sans tête 1955)
  - Maigret zastawia sidła (Maigret tend un piége 1955)
  - Porażka Maigreta (Échec de Maigret 1956)
  - Maigret się bawi (Maigret s'amuse 1957)
  - Maigret ma skrupuły (Les Scrupules de Maigret 1958)
  - Maigret i oporni świadkowie (Maigret et les témoins récalcitrants 1958)
  - Fajka komisarza Maigret 1, Iskry 1980 (opowiadanie Fajka komisarza Maigret), (La Pipe de Maigret 1959)
  - Maigret i wyższe sfery (Maigret et les vieillards 1960)
  - Maigret i sąd przysięgłych (Maigret aux Assises 1960)
  - Tajemnica komisarza Maigret (Maigret et le voleur paresseux 1961)
  - Maigret i sobotni klient (Maigret et le client du samedi 1962), ISBN 978-83-7470-248-5
  - Maigret i widmo (Maigret et le fantôme 1963)
  - Cierpliwość Maigreta (La Patience de Maigret 1965), ISBN 83-85661-88-3
  - Maigret i złodziej (Le Voleur de Maigret 1966), ISBN 83-85661-95-6
  - Maigret i sprawa Nahoura (Maigret et l'affaire Nahour 1967)
  - Maigret w Vichy (Maigret en Vichy 1967)
  - Rozterka komisarza Maigret (Maigret hésite 1968)
  - Maigret i hurtownik win (Maigret et le marchand de vin 1970)
  - Wariatka Maigreta (La Folle de Maigret 1970)
  - Maigret i samotny włóczęga (Maigret et l’homme tout seul 1971)
  - Maigret i tajemniczy konfident (Maigret et l’indicateur 1971)
  - Maigret i pan Charles (Maigret et Monsieur Charles 1972)

- Inne

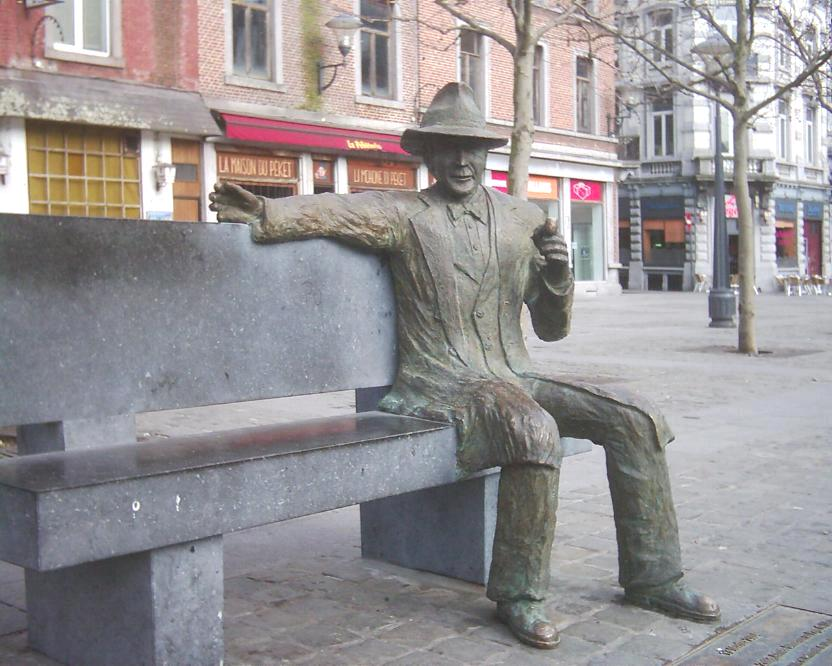
Pomnik-ławeczka Simenona na placu Komisarza Maigreta w Liège

  - List do mojego sędziego (Lettre à mon juge 1927)
  - Narzeczona pana Hire (Les Fiançailles de M. Hire 1933)
  - Obcy w domu (Les Inconnus dans la maison 1940)
  - Rodowód (Pedigree, 1948) – autobiografia
  - Czerwone światła (Feux rouges 1953)
  - Śmierć Belli (La Mort de Belle 1953)
  - W przypadku nieszczęścia (En cas de malheur 1956)
  - Premier (Le Président 1958) (wyd. pol. 1967)
  - Śmierć Augusta (La Mort d'Auguste 1966)
  - Kot (Le Chat 1970)
  - List do mojej matki, WL 1981 (Lettre à ma mere 1974)
  - Mężczyzna taki jak inni (Un homme comme un autre 1975)
  - Striptiz (Strip-tease 1958)
  - Trzy pokoje na Manhattanie (Trois chambres à Manhattan 1946)
  - Bracia Rico (Les Frères Rico 1952)
  - Fajka komisarza Maigret 1, Iskry 1980 (opowiadanie Małe świnki bez ogonków), (Le Petits cochons sans queue 1950)
  - Fajka komisarza Maigret 2, Iskry 1980 (opowiadanie Pod karą śmierci), (Sous peine de mort 1950)
  - Fajka komisarza Maigret 3, Iskry 1980 (opowiadanie Sąsiad z przeciwka), (Le Petit tailleur et le chapelier 1950)
  - Zegarmistrz z Everton, C&T 2009 (L’Horloger d’Everton 1954)
  - Wdowa Couderc, WAB 2010 (La Veuve Couderc 1940)
  - Paryski ekspres, WAB 2011 (L’Homme qui regardait passer les trains 1938)
  - Morderca, C&T 2010 (L’Assassin 1937)
  - Więzienie, C&T 2011 (La Prison 1969)

- Powieści biograficzne
  - Je me souviens (1945)
  - Pedigree (1948)
  - Mémoires intimes (1981)

### Adaptacje filmowe
Twórczość Simenona była wielokrotnie ekranizowana przez telewizję i kinematografię (co najmniej 171 filmów). Na uwagę zasługują następujące produkcje filmowe (w porządku chronologicznym):
- La Nuit du carrefour (Francja, 1932), scenariusz i reżyseria Jean Renoir, w roli głównej Pierre Renoir jako Maigret
- Les Inconnus dans la maison (Francja, 1942), scenariusz Henri-Georges Clouzot
- Panique (Francja, 1946), scenariusz i reżyseria Julien Duvivier
- Le Voyageur de la Toussaint (Francja, 1943)
- The Man on the Eiffel Tower (USA, 1950), reżyseria Burgess Meredith, w roli głównej Charles Laughton jako Maigret
- La Marie du Port (Francja, 1950), reżyseria Marcel Carné
- The Man Who Watched the Trains Go By (Wielka Brytania, 1952), reżyseria Harold French
- The Bottom of the Bottle (USA, 1956), reżyseria Henry Hathaway
- Maigret tend un piège (Francja, 1958), scenariusz i reżyseria Jean Delannoy, w roli głównej Jean Gabin jako Maigret
- Na wypadek nieszczęścia (En cas de malheur, Francja, 1958), reżyseria Claude Autant-Lara
- Maigret et l’Affaire Saint-Fiacre (Francja, 1959), scenariusz i reżyseria Jean Delannoy, w roli głównej Jean Gabin jako Maigret

- La Mort de Belle

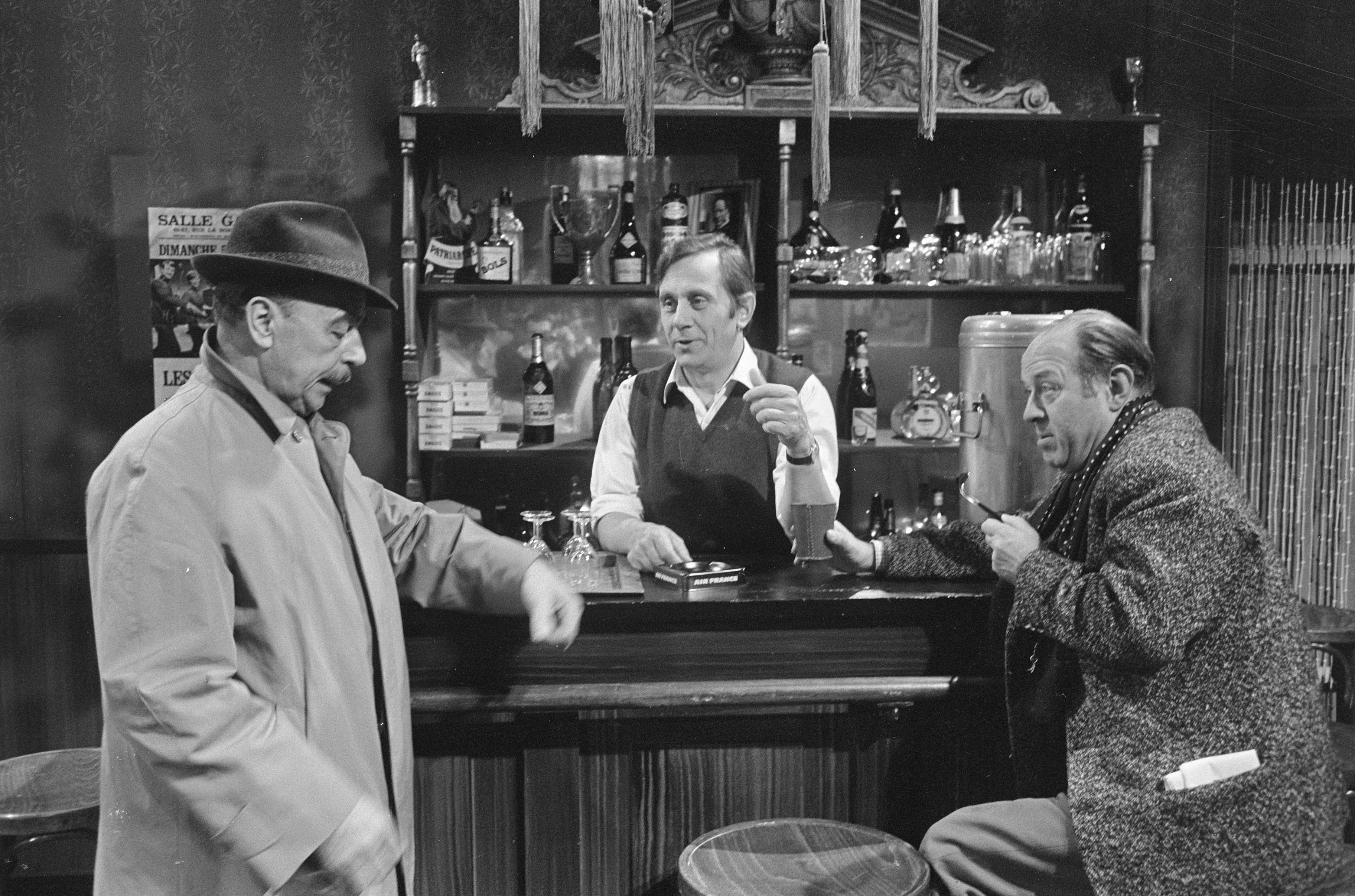
Scena z telewizyjnej ekranizacji powieści Wściekłość Maigreta (1968)

- L’Aîné des Ferchaux (Francja, 1963), scenariusz i reżyseria Jean-Pierre Melville
- Cop-Out (Wielka Brytania, 1967), scenariusz i reżyseria Pierre Rouve
- Kot (Le chat, Francja, 1971), scenariusz i reżyseria Pierre Granier-Deferre
- Wdowa Couderc (La veuve Couderc, Francja, 1971), scenariusz i reżyseria Pierre Granier-Deferre
- Pociąg (Le train, Francja, Włochy 1973), scenariusz i reżyseria Pierre Granier-Deferre
- Armchair Cinema: The Prison (Euston Films/Thames Television, 1974), adaptacja La Prison
- L’Horloger de Saint-Paul (Francja, 1974), scenariusz i reżyseria Bertrand Tavernier
- Les Fantômes du Chapelier (Francja, 1982), scenariusz i reżyseria Claude Chabrol
- L’Étoile du Nord (Francja, 1982), scenariusz i reżyseria Pierre Granier-Deferre
- Équateur (Francja, 1983), scenariusz i reżyseria Serge Gainsbourg
- Monsieur Hire (Francja, 1989), scenariusz i reżyseria Patrice Leconte
- Betty (Francja, 1992), scenariusz i reżyseria Claude Chabrol
- Feux rouges (Francja, 2004), reżyseria Cédric Kahn
- Człowiek z Londynu (Węgry, 2007), scenariusz i reżyseria Béla Tarr
- Maigret i jego nieboszczyk (Wielka Brytania, 2011), scenariusz Stewart Harcourt, reżyseria Jon East[4]
- Maigret zastawia sidła (Wielka Brytania, 2016), scenariusz Stewart Harcourt, reżyseria Ashley Pearce[5]
- Maigret w kabarecie (Wielka Brytania, 2016), scenariusz Stewart Harcourt, reżyseria Thaddeus O'Sullivan[6]
- Maigret: Noc na rozdrożu (Wielka Brytania, 2016), scenariusz Stewart Harcourt, reżyseria Sarah Harding[7]